# 帝席二
牧夫座11，又名BD+28 2287，HD 122405、SAO 83130、HR 5263，是牧夫座的一颗恒星，视星等为6.23，位于銀經37.9，銀緯74.51，其B1900.0坐标为赤經13h 56m 38.4s，赤緯+27° 74.51′ 11″。